# 瓦兰 (安省)
瓦兰（法語：Valeins，法語發音：[valɛ̃]）是法国东部安省的一个市镇，属于布雷斯地区布尔格区。

## 地理
瓦兰（46°6'45"N, 4°52'18"E）面积4.36 平方千米，位于法国奥弗涅-罗讷-阿尔卑斯大区安省，该省份为法国东部省份，北起汝拉省，西北接索恩-卢瓦尔省，西接罗讷省和里昂大都会，南至伊泽尔省，东与萨瓦省、上萨瓦省和瑞士接壤。
与瓦兰接壤的市镇（或旧市镇、城区）包括：巴南、沙南、索恩河畔佩济约、沙拉罗讷河畔圣艾蒂安。
瓦兰的时区为UTC+01:00、UTC+02:00（夏令时）。

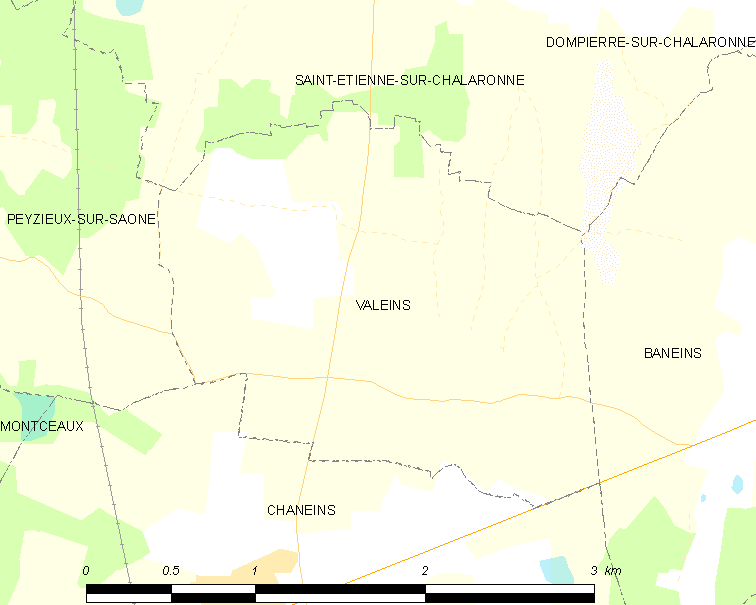
瓦兰的OSM定位图

## 行政
瓦兰的邮政编码为01140，INSEE市镇编码为01428。

## 政治
瓦兰所属的省级选区为沙拉罗讷河畔沙蒂永县。

## 人口

1962-2008年间瓦兰人口变化图示

瓦兰于2022年1月1日时的人口数量为131人。